# تشيزاري مونتي
تشيزاري مونتي (بالإيطالية: Cesare Monti)‏ هو رسام إيطالي، ولد في 2 مارس 1891 في بريشا في إيطاليا، وتوفي في 1959 في بيلانو في إيطاليا.